# Francisco Cabral (tennis)
Pour les articles homonymes, voir Francisco Cabral et Cabral.
Francisco Cabral, né le 8 janvier 1997 à Porto, est un joueur de tennis portugais, professionnel depuis 2014.

## Carrière
Après avoir remporté plusieurs tournois en double sur le circuit ITF, il se révèle en 2021 sur le circuit Challenger où il remporte six tournois avec son compatriote Nuno Borges (à Oeiras, Braga, Tenerife, Manama et Maia deux fois).
Il joue en Coupe Davis avec l'équipe du Portugal depuis 2022.
En 2022, il remporte son premier titre ATP en double au tournoi d'Estoril avec Nuno Borges.

## Palmarès

### Titres en double messieurs
| No | Date       | Nom et lieu du tournoi          | Catégorie | Dotation  | Surface      | Partenaire     | Finalistes                      | Score             |          |
| -- | ---------- | ------------------------------- | --------- | --------- | ------------ | -------------- | ------------------------------- | ----------------- | -------- |
| 1  | 25-04-2022 | Millennium Estoril Open Estoril | ATP 250   | 534 555 € | Terre (ext.) | Nuno Borges    | Máximo González André Göransson | 6-2, 6-3          | Parcours |
| 2  | 18-07-2022 | EFG Swiss Open Gstaad Gstaad    | ATP 250   | 534 555 € | Terre (ext.) | Tomislav Brkić | Robin Haase Philipp Oswald      | 6-4, 6-4          | Parcours |
| 3  | 14-07-2025 | EFG Swiss Open Gstaad Gstaad    | ATP 250   | 596 035 € | Terre (ext.) | Lucas Miedler  | Hendrik Jebens Albano Olivetti  | 6-77, 7-64,[10-1] | Parcours |

### Finales en double messieurs
| No | Date       | Nom et lieu du tournoi | Catégorie | Dotation    | Surface      | Vainqueurs                           | Partenaire           | Score            |          |
| -- | ---------- | ---------------------- | --------- | ----------- | ------------ | ------------------------------------ | -------------------- | ---------------- | -------- |
| 1  | 17-04-2023 | Srpska Open Banja Luka | ATP 250   | 562 815 €   | Terre (ext.) | Jamie Murray Michael Venus           | Aleksandr Nedovyesov | 7-5, 6-2         | Parcours |
| 2  | 17-07-2023 | Nordea Open Båstad     | ATP 250   | 562 815 €   | Terre (ext.) | Gonzalo Escobar Aleksandr Nedovyesov | Rafael Matos         | 6-2, 6-2         | Parcours |
| 3  | 20-09-2023 | Chengdu Open Chengdu   | ATP 250   | 1 152 805 $ | Dur (ext.)   | Sadio Doumbia Fabien Reboul          | Rafael Matos         | 4-6, 7-5, [10-7] | Parcours |

## Parcours dans les tournois duGrand Chelem

### En double messieurs
| 2022 | —                                                                                   | —                                                                                       | —                                                                              | —                                                                                    | 2e tour (1/16) N. Borges \|\| style="text-align:left;" \| J. S. Cabal Robert Farah | 2e tour (1/16) N. Borges \|\| style="text-align:left;" \| Tim Pütz M. Venus |
| 2023 | 1er tour (1/32) J. Sousa \|\| style="text-align:left;" \| N. Čačić A.-U.-H. Qureshi | 1/8 de finale R. Matos \|\| style="text-align:left;" \| Ivan Dodig A. Krajicek          | 2e tour (1/16) R. Matos \|\| style="text-align:left;" \| N. Mektić Mate Pavić  | 2e tour (1/16) R. Matos \|\| style="text-align:left;" \| T. Griekspoor T. Kokkinakis |                                                                                    |                                                                             |
| 2024 | 2e tour (1/16) H. Patten \|\| style="text-align:left;" \| S. González N. Skupski    | 1er tour (1/32) N. Barrientos \|\| style="text-align:left;" \| G. Andreozzi R. Hijikata | 2e tour (1/16) N. Barrientos \|\| style="text-align:left;" \| R. Matos M. Melo | 1/8 de finale N. Borges \|\| style="text-align:left;" \| M. Purcell J. Thompson      |                                                                                    |                                                                             |
| 2025 | 1/4 de finale N. Borges \|\| style="text-align:left;" \| S. Bolelli A. Vavassori    | 1er tour (1/32) L. Miedler \|\| style="text-align:left;" \| M. Granollers H. Zeballos   |                                                                                |                                                                                      |                                                                                    |                                                                             |

N.B. : le nom du partenaire se trouve sous le résultat ; les noms des ultimes adversaires se trouvent à droite.

## Classements ATP en fin de saison
| Année          | 2014 | 2015 | 2016 | 2017 | 2018 | 2019 | 2020 | 2021 | 2022 | 2023 | 2024 |
| Rang en simple | –    | 1270 | 1356 | 901  | 1061 | 1170 | 1091 | 944  | 1472 | –    | –    |
| Rang en double | 1524 | 1098 | 1107 | 437  | 357  | 440  | 359  | 194  | 49   | 52   | 76   |

Source : (en) Classements de Francisco Cabral sur le site officiel de la Fédération internationale de tennis